# Список об'єктів Сонячної системи за розміром
У цьому списку представлено об'єкти Сонячної системи в порядку зменшення середнього радіусу. У нього входять Сонце, вісім основних планет та їхні супутники, карликові планети і кандидати в карликові планети. У список також потрапили найбільші астероїди і низку інших об'єктів, що становлять історичний або науковий інтерес, як-от комети та навколоземні астероїди.

## Інформація
Порядок розташування об'єктів у списку може варіюватися залежно від того, за яким параметром (розміром або масою) вони упорядковані, оскільки різні об'єкти мають різну густину. Наприклад, Уран перевищує Нептун за розміром, але поступається за масою. Те саме стосується і супутників: Ганімед та Титан більші за Меркурій проте вдвічі менший за масою. Це означає, що деякі об'єкти, які знаходяться внизу таблиці сортованої за розміром, можуть мати більшу масу, ніж ті, що знаходяться вгорі, через їхню вищу густину.
Останнім часом відкрито багато транснептунових об'єктів (далі ТНО), але через велику відстань до них точно визначити розміри об'єктів досить важко, тому їх розташування у цьому переліку є приблизним.
У всіх об'єктів Сонячної системи маса яких перевищує 1021 кг, сила гравітації настільки велика, що починає долати структурну міцність порід, надаючи тілу кулясту форму. Саме така форма дає об'єкту змогу компенсувати силу тяжіння в усіх напрямках і досягти гідростатичної рівноваги. Зауважимо, що лід має більшу пластичність, ніж камінь, тому для льодових астероїдів поясу Койпера значення маси, необхідної для надання тілу кулястої форми, може бути набагато менше. Межа мінімального радіуса для кулястого тіла в обох випадках приблизно 200 км.

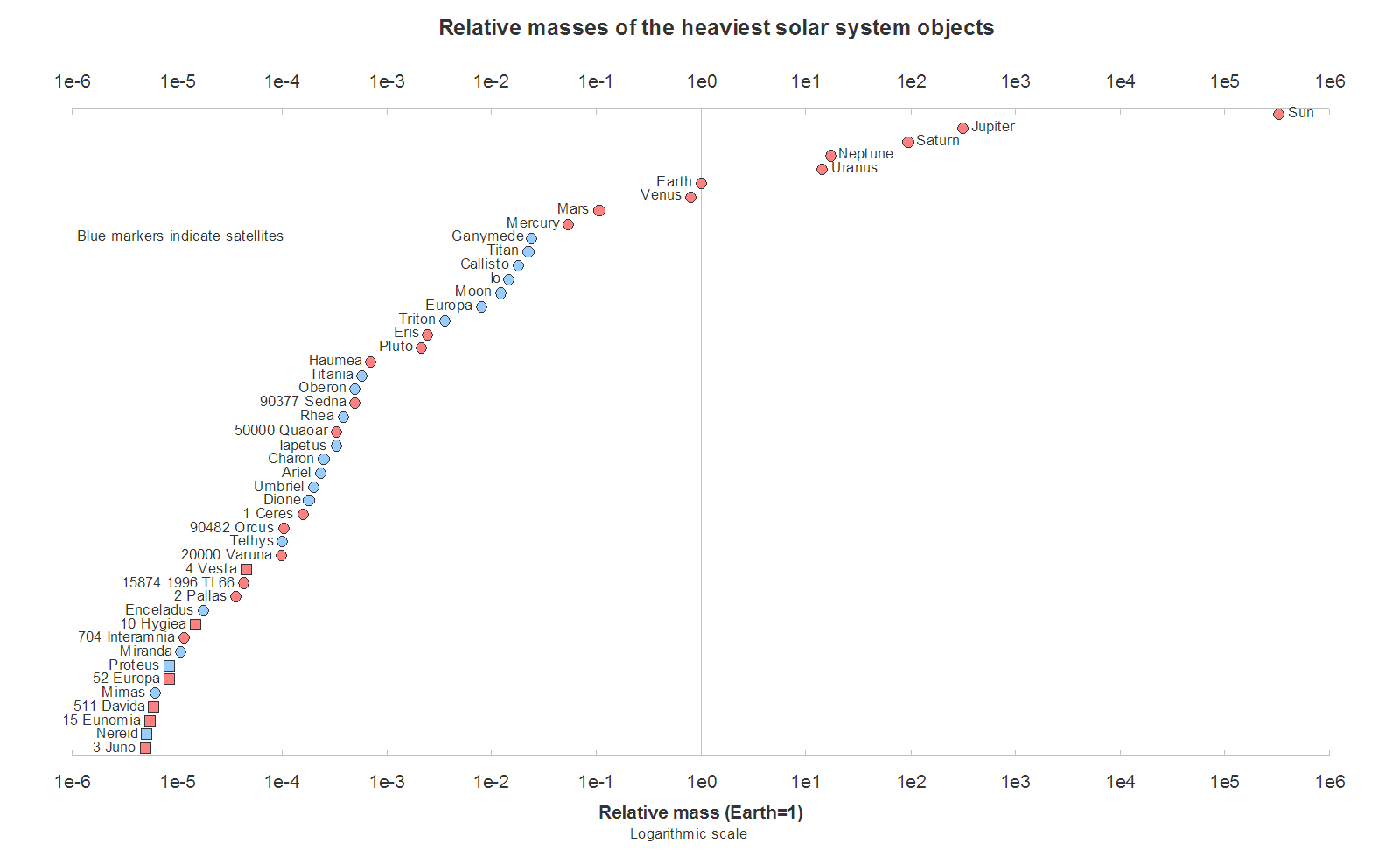
Порівняння мас найважчих об'єктів

Процеси зміни форми під впливом сил тяжіння розпочинаються у тіл, маси яких коливаються від 1018 до 1021 кг. Проте кулясту форму приймають лише великі об'єкти, найближчі до верхньої межі маси, як-от Церера, Тефія, Мімас. Дрібніші об'єкти, маса яких близька до 1018 кг, як-от Амальтея або Янус, приймають кулясту форму лише частково.
Крім того, сферичні тіла мають трохи сплющену біля полюсів форму, що зумовлено відцентровою силою, яка виникає внаслідок обертання тіла. У той час як у об'єктів, які мають сферичну форму лише частково, існує значна різниця між двома екваторіальними діаметрами.
Великі труднощі у визначенні розмірів виникають для об'єктів, що розташовані за межами орбіти Сатурна.У таких випадках густина тіла умовно приймають рівною 2,000 гр/см3. Це відповідає приблизній густині суміші водяного льоду з космічним пилом, з яких, як правило, і складається більшість об'єктів на такій відстані від Сонця, проте існує велика ймовірність, що на великому віддаленні від Сонця густина астероїдів збігається з густиною комет і становить всього 0,5 гр/см3.
Значно простіше йде справа з подвійними системами — у таких випадках за взаємним обертанням компонентів оцінити масу обох тіл досить легко. Таким чином, вимірювання розміру і маси більшості транснептунових об'єктів має оцінний характер і може відрізнятися на порядок від реальних значень. Наприклад, для одного з ТНО значення розміру і густини були оцінені як 350 км та 2,000 гр/см3 відповідно, що вказувало на масу об'єкта в 3,59× 1020 кг, у той час як реальний розмір об'єкта становив лише 175 км, а густина 1,000 гр/см3, що говорило про масу вже у 2,24× 1019 кг.
Розміри та маси більшості великих супутників Юпітера та Сатурна добре відомі завдяки прольотам таких дослідницьких апаратів як «Галілео» та «Кассіні», але розміри малих супутників цих планет-гігантів, як-от Гімалія, як і раніше носять найчастіше лише оцінний характер. При віддаленні від Сонця подробиці і достовірність даних значно знижується, і навіть для великих супутників Урана і Нептуна, незважаючи на проліт «Вояджера-2» дані дуже приблизні і часто суперечливі.

Порівняльна діаграма мас тіл Сонячної системи. У цьому масштабі об'єкти з масою менше маси Сатурна не видно.
Порівняльна діаграма мас планет Сонячної системи. Маса Юпітера становить 71 %, а маса Сатурна — 21 % від сумарної маси всіх планет. Маса планет земної групи дуже незначна: у Меркурія вона становить лише 0,1 %, що в цьому масштабі не видна на діаграмі.
Порівняльна діаграма мас твердих тіл Сонячної системи. Маса Землі становить 48 %, Венери — 39 %. Тіла масою менше маси Плутона тут не видно.

## Об'єкти з радіусом понад 350 км
| Супутники Юпітера | Супутники Сатурна |
| Супутники Урана   | Супутники Нептуна |

Розміри цих тіл лежать, як правило, значно перевищують межу гідростатичної рівноваги. Всі об'єкти мають чітку сферичну форму. Тим не менш, їхні передбачувані або виміряні розміри можуть містити помилки, якщо в їх складі не має кам'янистої породи. Багато значень розраховані вручну, виходячи з сферичності об'єкта. Розмір може включати або не включати в себе атмосферу об'єкта. Діаметр кілець Сатурна становить близько 364900км, набагато більше ніж у Юпітера, але діаметр газової кулі Сатурна менший. У таблиці наведено виміри не тільки в абсолютних фізичних величинах (км, кг), а й у відносних — у земних радіусах (R⊕), об'ємах і масах.
| Об'єкт                     | Зображення | Середній радіус (км) | Середній радіус (R⊕) | Об'єм (109 км³) | Об'єм (V⊕) | Маса × 1021 кг (Yg) | Маса (M⊕) | Щільність г/см³ | Поверхнева гравітація (m/s2) | Поверхнева гравітація (⊕) | Тип об'єкту                  | Форма                   |
| -------------------------- | ---------- | -------------------- | -------------------- | --------------- | ---------- | ------------------- | --------- | --------------- | ---------------------------- | ------------------------- | ---------------------------- | ----------------------- |
| Сонце                      |            | 696,000              | 109.25               | 1,412,000,000   | 1,303,781  | 1,989,100,000       | 332,837   | 1.409           | 274.0                        | 28.02                     | Зоря                         | Сфера                   |
| Юпітер                     |            | 69,911               | 10.97                | 1,431,280       | 1,321      | 1,898,600           | 317.83    | 1.33            | 24.79                        | 2.535                     | Планета (Газовий гігант)     | Сфера                   |
| Сатурн                     |            | 58,232 (без кілець)  | 9.14                 | 827,130         | 764        | 568,460             | 95.159    | 0.70            | 10.445                       | 1.06                      | Планета (Газовий гігант)     | Сфера                   |
| Уран                       |            | 25,362               | 3.98                 | 68,340          | 63.1       | 86,832              | 14.536    | 1.30            | 8.87                         | 0.90                      | Планета (Газовий гігант)     | Сфера                   |
| Нептун                     |            | 24,622               | 3.86                 | 62,540          | 57.7       | 102,430             | 17.147    | 1.76            | 11.15                        | 1.140                     | Планета (Газовий гігант)     | Сфера                   |
| Земля                      |            | 6,371.0              | 1                    | 1,083.21        | 1          | 5,973.6             | 1         | 5.515           | 9.78033                      | 0.99732                   | Планета (Земна група)        | Сфера                   |
| Венера                     |            | 6,051.8              | 0.950                | 928.43          | 0.857      | 4,868.5             | 0.815     | 5.24            | 8.872                        | 0.905                     | Планета (Земна група)        | Сфера                   |
| Марс                       |            | 3,390.0              | 0.532                | 163.18          | 0.151      | 641.85              | 0.107     | 3.94            | 3.7                          | 0.38                      | Планета (Земна група)        | Сфера                   |
| Ганімед† Юпітер III        |            | 2,631.2              | 0.413                | 76.30           | 0.0704     | 148.2               | 0.0248    | 1.936           | 1.428                        | 0.15                      | Супутник Юпітера             | Сфера                   |
| Титан† Сатурн VI           |            | 2,576                | 0.404                | 71.52           | 0.0660     | 134.5               | 0.0225    | 1.88            | 1.354                        | 0.14                      | Супутник Сатурна             | Сфера                   |
| Меркурій                   |            | 2,439.7              | 0.383                | 60.83           | 0.0562     | 330.2               | 0.0553    | 5.43            | 3.7                          | 0.38                      | Планета (Земна група)        | Сфера                   |
| Каллісто† Юпітер IV        |            | 2,410.3              | 0.378                | 58.65           | 0.0541     | 107.6               | 0.018     | 1.83            | 1.23603                      | 0.126                     | Супутник Юпітера             | Сфера                   |
| Io† Юпітер I               |            | 1,821.5              | 0.286                | 25.32           | 0.0234     | 89.3                | 0.015     | 3.528           | 1.797                        | 0.183                     | Супутник Юпітера             | Сфера                   |
| Місяць                     |            | 1,737.1              | 0.273                | 21.958          | 0.0203     | 73.5                | 0.0123    | 3.3464          | 1.625                        | 0.166                     | Супутник Землі               | Сфера                   |
| Європа† Юпітер II          |            | 1,561                | 0.245                | 15.93           | 0.0147     | 48                  | 0.00803   | 3.01            | 1.316                        | 0.134                     | Супутник Юпітера             | Сфера                   |
| Тритон† Нептун I           |            | 1,353.4              | 0.212                | 10.38           | 0.0096     | 21.5                | 0.00359   | 2.061           | 0.782                        | 0.0797                    | Супутник Нептуна             | Сфера                   |
| ЕридаR 136199              |            | 1,163                | 0.182                | 7               | 0.007      | 16.7                | 0.0027    | 2.5             | 0.662                        | 0.0677                    | Карликова планета — ОРД      | Сфера                   |
| ПлутонR 134340             |            | 1,161                | 0.181                | 7               | 0.0066     | 13.105              | 0.0022    | 2.0             | 0.61                         | 0.062                     | Карликова планета — ОПК      | Сфера                   |
| Титанія‡ Уран III          |            | 788.9                | 0.124                | 2.06            | 0.0019     | 3.526               | 0.00059   | 1.72            | 0.378                        | 0.0385                    | Супутник Урана               | Сфера                   |
| Рея‡ Сатурн V              |            | 764.1                | 0.12                 | 1.87            | 0.0017     | 2.3166              | 0.00039   | 1.23            | 0.26                         | 0.027                     | Супутник Сатурна             | Сфера                   |
| Оберон† Уран IV            |            | 761.4                | 0.12                 | 1.85            | 0.0017     | 3.014               | 0.0005    | 1.63            | 0.347                        | 0.035                     | Супутник Урана               | Сфера                   |
| Япет† Сатурн VIII          |            | 735.6                | 0.113                | 1.55            | 0.0014     | 1.9739              | 0.00033   | 1.08            | 0.223                        | 0.0227                    | Супутник Сатурна             | Сфера                   |
| МакемакеRA 136472          |            | 710                  | 0.126 –0.157         | 1.8             | 0.002      | 3                   | 0.00067   | 2.0             | 0.4                          | 0.04                      | Карликова планета — ОПК      | Сфера                   |
| Харон† Плутон I            |            | 603.5                | 0.095                | 0.87            | 0.0008     | 1.52                | 0.00025   | 1.65            | 0.279                        | 0.028                     | Супутник Плутона             | Сфера                   |
| СеднаRA 90377              |            | 601000               | 0.09 –0.14           | 1.73            | 0.0016     | 3                   | 0.00050   | 2.0             | 0.33 –0.50                   | 0.0337 –0.0511            | Відособлений ТНО             | Невизначена             |
| Гунгун 225088 «Білосніжка» |            | ≈600–710             | 0.094                | 0.904           | 0.0008     | 1.81P               | 0.0003    | 2.0P            | 0.168                        | 0.017                     | ОРД                          | Невизначена             |
| Умбріель† Уран II          |            | 584.7                | 0.092                | 0.84            | 0.0008     | 1.2                 | 0.00020   | 1.4             | 0.234                        | 0.024                     | Супутник Урана               | Сфера                   |
| Аріель ‡ Уран I            |            | 578.9                | 0.091                | 0.81            | 0.0008     | 1.35                | 0.00022   | 1.67            | 0.269                        | 0.027                     | Супутник Урана               | Сфера                   |
| ГаумеаR 136108             |            | 575–750              | 0.117                | 1.10.6          | 0.001      | 4.006               | 0.00069   | 2.551           | 0.44                         | 0.045                     | Карликова планета — ОПК      | Сфера (близ. до еліпсу) |
| Діона† Сатурн IV           |            | 561.6                | 0.088                | 0.73            | 0.0007     | 1.096               | 0.000183  | 1.48            | 0.232                        | 0.0236                    | Супутник Сатурна             | Сфера                   |
| Тефія‡ Сатурн III          |            | 533                  | 0.083                | 0.624           | 0.0006     | 0.6173              | 0.000103  | 1.15            | 0.145                        | 0.015                     | Супутник Сатурна             | Сфера                   |
| Церера‡ 1                  |            | 475                  | 0.076                | 0.437           | 0.0004     | 0.95                | 0.000159  | 2.08            | 0.27                         | 0.0275                    | Карликова планета — Астероїд | Сфера                   |
| Квавар 50000               |            | 445                  | 0.07                 | 0.37            | 0.0003     | 1.6                 | 0.0003    | 4.2             | 0.125                        | 0.013                     | ОПК — К'юбівано              | Невизначена             |
| ОркRA 90482                |            | 425                  | 0.069 –0.08          | 0.4             | 0.0004     | 0.63A               | 0.0001    | 1.5             | 0.234                        | 0.023                     | ОПК — Плутино                | Невизначена             |
| 2002 TC302R 84522          |            | 411070               | 0.09                 | 0.786           | 0.0007     | 1.573P              | 0.00026   | 2.0             | 0.321                        | 0.033                     | ОПК — 2:5 резонанс           | Невизначена             |
| 2007 UK1269 229762         |            | 375                  | 0.069                | 0.354           | 0.0003     | 0.708P              | 0.0001    | 2.0             | 0.246                        | 0.025                     | ОРД                          | Невизначена             |
| 2005 UQ5139 202421         |            | 375                  | 0.074                | 0.443           | 0.0004     | 0.886P              | 0.0001    | 2.0             | 0.278                        | 0.0284                    | ОПК — К'юбівано              | Невизначена             |
| 2003 MW129 174567          |            | 375                  | 0.0658               | 0.308           | 0.0003     | 0.616P              | 0.0001    | 2.0             | 0.228                        | 0.02                      | ОПК                          | Невизначена             |
| АяR 55565                  |            | 370                  | 0.0576               | 0.207           | 0.00019    | 0.414P              | 0.000069  | 2.0             | 0.206                        | 0.0211                    | ОПК                          | Невизначена             |
| 2005 QU1829 303775         |            | 365                  | 0.082                | 0.606           | 0.00056    | 1.21P               | 0.0002    | 2.0             | 0.294                        | 0.03                      | ОРД                          | Невизначена             |
| 2002 MS4                   |            | 360R                 | 0.057                | 0.203           | 0.00018    | 0.4005P             | 0.000067  | 2.0P            | 0.204                        | 0.02086                   | ОПК                          | Невизначена             |

## Об'єкти з радіусом між 200км та 350 км
Найбільші з цих об'єктів перебувають у стані гідростатичної рівноваги і мають сферичну форму, але більшість із них набули її лише частково, зберігши істотний перепад висот на поверхні. Для більшості транснептунових об'єктів, перерахованих у цій таблиці, розмір розраховано за умови альбедо поверхні 0,09, оскільки вони надто далекі, щоб безпосередньо оцінити їх розміри.
| Об'єкт                    | Зображення | Середній радіус (км)                                                         | Середній радіус (R⊕) | Об'єм (109 км³) | Об'єм (V⊕) | Маса × 1021 км (Yg) | Маса (M⊕)  | Щільність г/см³ | Поверхнева гравітація (m/s2) | Поверхнева гравітація (⊕) | Тип об'єкту                    | Форма       |
| ------------------------- | ---------- | ---------------------------------------------------------------------------- | -------------------- | --------------- | ---------- | ------------------- | ---------- | --------------- | ---------------------------- | ------------------------- | ------------------------------ | ----------- |
| 2007 JJ43 278361          |            | 350                                                                          |                      |                 |            |                     |            |                 |                              |                           | ТНО                            | Невизначена |
| 2003 AZ84R 208996         |            | 345                                                                          | 0.0538               | 0.169           | 0.000156   | 0.53P               | 5.66 E-5   | 2.0P            | 0.172                        | 0.02                      | ОПК — Плутино                  | Невизначена |
| Дизномія Ерида I          |            | 342.5                                                                        |                      |                 |            |                     |            |                 |                              |                           | Супутник Ериди                 | Невизначена |
| 2010 EK139                |            | 340                                                                          |                      |                 |            |                     |            |                 |                              |                           | ОРД                            | Невизначена |
| 2002 UX25R 55637          |            | 340                                                                          | 0.0535               | 0.166           | 0.000153   | 0.331P              | 0.0000554  | 2.0             | 0.191                        | 0.01952                   | ОПК                            | Невизначена |
| 2004 GV9R 90568           |            | 340                                                                          | 0.0531               | 0.162           | 0.00015    | 0.325P              | 0.0000534  | 2.0             | 0.19                         | 0.0194                    | ОПК                            | Невизначена |
| 2006 QH1819               |            | 340                                                                          | 0.06                 | 0.233           | 0.000215   | 0.467P              | 0.00008    | 2.0             | 0.214                        | 0.022                     | ОРД                            | Невизначена |
| Рітона9 145452            |            | 330                                                                          | 0.0573               | 0.2036          | 0.00019    | 0.407P              | 0.000068   | 2.0             | 0.205                        | 0.02096                   | ОПК                            | Невизначена |
| 2010 KZ39                 |            | 330                                                                          |                      |                 |            |                     |            |                 |                              |                           | Відособлений ТНО або К'юбівано | Невизначена |
| ІксіонRA 28978            |            | 325\|\|0,051\|\|0,144\|\|0,000133\|\|0.3\|\|5,0E−5\|\|2,086\|\|0.19\|\|0.021 | ОПК                  | Невизначена     |            |                     |            |                 |                              |                           |                                |             |
| 2004 XA192 230965         |            | 320                                                                          | 0.055                | 0.177           | 0.00016    | 0.354P              | 0.000059   | 2.0             | 0.195                        | 0.02                      | ТНО                            | Невизначена |
| 2003 VS2 84922            |            | 315                                                                          | 0.057                | 0.203           | 0.00018    | 0.4005P             | 0.000067   | 2.0             | 0.204                        | 0.02086                   | ОПК — Плутино                  | Невизначена |
| 2001 UR1639 42301         |            | 305                                                                          | 0.05                 | 0.134           | 0.00012    | 0.269P              | 0.000045   | 2.0P            | 0.178                        | 0.018                     | ОРД                            | Невизначена |
| Салація 120347            |            | 305                                                                          | 0.0455               | 0.102           | 0.00009    | 0.2P                | 0.000034   | 2.0P            | 0.159                        | 0.016                     | ОПК                            | Невизначена |
| 2010 RE64                 |            | 305                                                                          |                      |                 |            |                     |            |                 |                              |                           | ОПК                            | Невизначена |
| 2010 RF43                 |            | 305                                                                          |                      |                 |            |                     |            |                 |                              |                           | ОРД                            | Невизначена |
| 2004 PF115 175113         |            | 305                                                                          |                      |                 |            |                     |            |                 |                              |                           | ОПК — Плутино                  | Невизначена |
| 2003 UZ4139               |            | 300                                                                          | 0.048                | 0.116           | 0.00012    | 0.33P               | 0.000055   | 2.0P            | 0.241                        | 0.0246                    | ОПК — Плутино                  | Невизначена |
| 2008 ST291                |            | 300                                                                          |                      |                 |            |                     |            |                 |                              |                           | ОРД                            | Невизначена |
| 2010 FX86                 |            | 300                                                                          |                      |                 |            |                     |            |                 |                              |                           | ОПК — К'юбівано                | Невизначена |
| 2005 RM439 145451         |            | 290                                                                          | 0.0455               | 0.102           | 0.00009    | 0.2P                | 0.000034   | 2.0P            | 0.159                        | 0.016                     | ОПК                            | Невизначена |
| 2004 NT33                 |            | 290                                                                          | 0.043                | 0.089           | 0.000082   | 0.178P              | 0.000029   | 2.0P            | 0.155                        | 0.0158                    | ОПК — К'юбівано                | Невизначена |
| 1996 TL66RA 15874         |            | 287.5                                                                        | 0,045                | 0,1             | 9,2E−5     | 0.2                 | 3,3E−5     | 2,009           | 0.162                        | 0.018                     | ОРД                            | Невизначена |
| 2004 UX10 144897          |            | 284.5                                                                        | 0.039                | 0.065           | 0.00006    | 0.13P               | 0.000022   | 2.0P            | 0.139                        | 0.014                     | ОПК                            | Невизначена |
| 2004 XR190 «Баффі»        |            | 277*                                                                         | 0.059                | 0.221           | 0.0002     | 0.4416P             | 0.00007    | 2.0P            | 0.21                         | 0.0215                    | ОРД                            | Невизначена |
| 2004 TY364* 120348        |            | 277                                                                          | 0.043                | 0.089           | 0.000082   | 0.178P              | 0.000029   | 2.0P            | 0.155                        | 0.0158                    | ОПК                            | Невизначена |
| ГуйяR 38628               |            | 266                                                                          | 0.04175              | 0.0788          | 0.000073   | 0.158P              | 0.00026    | 2.0P            | 0.15                         | 0.015                     | ОПК — Плутино                  | Невизначена |
| Паллада$ 2                |            | 266                                                                          | 0.042                | 0.078           | 0.00007    | 0.211               | 0.0000353  | 2.8             | 0.2                          | 0.02                      | Астероїд                       | Невизначена |
| Веста$ 4                  |            | 264.6                                                                        | 0.042                | 0.078           | 0.00007    | 0.262               | 0.0000438  | 3.42            | 0.251                        | 0.0256                    | Астероїд                       | Сфера?      |
| 2004 PR107                |            | 264.5                                                                        | 0.0345               | 0.0446          | 0.00004    | 0.089P              | 0.000014   | 2.0P            | 0.123                        | 0.0126                    | ОПК                            | Невизначена |
| 2003 QX113                |            | 252.5                                                                        | 0.036                | 0.051           | 0.00005    | 0.102P              | 0.000017   | 2.0P            | 0.129                        | 0.013                     | ОРД                            | Невизначена |
| Енцелад‡ Сатурн II        |            | 252.1                                                                        | 0.039                | 0.067           | 0.00006    | 0.108               | 0.0000181  | 1.61            | 0.111                        | 0.0113                    | Супутник Сатурна               | Сфера       |
| Варуна* 20000             |            | 250–530                                                                      | 0.049                | 0.125           | 0.000115   | 0.37                | 6.2E-5     | 0.992           | 0.258                        | 0.028                     | ОПК                            | Невизначена |
| 2006 HH123                |            | 239                                                                          | 0.031                | 0.0335          | 0.000011   | 0.067P              | 0.000011   | 2.0             | 0.112                        | 0.011                     | Кентавр                        | Невизначена |
| Міранда‡ Уран V           |            | 235.8                                                                        | 0.037                | 0.055           | 0.00005    | 0.0659              | 0.000011   | 1.20            | 0.0791                       | 0.00806                   | Супутник Урана                 | Сфера       |
| 1999 DE9 26375            |            | 230.5                                                                        | 0.036                | 0.051           | 0.000047   | 0.1026P             | 0.000017   | 2.0             | 0.129                        | 0.013                     | ОПК                            | Невизначена |
| Хаос* 19521               |            | 231072.5                                                                     | 0.0585               | 0.216           | 0.0002     | 0.4328P             | 0.00007    | 2.0P            | 0.209                        | 0.021                     | ОПК — К'юбівано                | Невизначена |
| 1998 SN165* 35671         |            | 230                                                                          | 0.036                | 0.05            | 0.000046   | 0.1P                | 0.000017   | 2.0             | 0.128                        | 0.013                     | ОПК                            | Невизначена |
| 2002 XV93                 |            | 220                                                                          | 0.036                | 0.051           | 0.00005    | 0.102P              | 0.000017   | 2.0             | 0.129                        | 0.013                     | Плутино                        | Невизначена |
| 2003 FY128* 120132        |            | 220                                                                          | 0.0345               | 0.0446          | 0.00004    | 0.089P              | 0.000014   | 2.0             | 0.123                        | 0.0126                    | ОРД                            | Невизначена |
| 2000 YW134* 82075         |            | 215.5                                                                        | 0.039                | 0.065           | 0.00006    | 0.13P               | 0.000022   | 2.0P            | 0.139                        | 0.014                     | ОРД                            | Невизначена |
| 1999 CD158                |            | 210                                                                          | 0.0345               | 0.0446          | 0.00004    | 0.089P              | 0.000014   | 2.0             | 0.123                        | 0.0126                    | ОПК                            | Невизначена |
| Протей ‡A Нептун VIII (8) |            | 210                                                                          | 0.033                | 0.038           | 0.000035   | 0.050               | 0.00000844 | 1.3             | 0.0666                       | 0.00678                   | Супутник Нептуна               | Нерівна     |
| 2001 QF298                |            | 210*                                                                         | 0.04                 | 0.067           | 0.00006    | 0.134P              | 0.000022   | 2.0             | 0.141                        | 0.014                     | Плутино                        | Невизначена |
| 10 Гігея$                 |            | 203.6 \|\|0,03\|\|0,04\|\|3,0E−5\|\|0.0885\|\|1,0E−5\|\|2,5\|\|0.143\|\|0.02 | Астероїд             | Нерівна         |            |                     |            |                 |                              |                           |                                |             |
| 2002 WC19 119979          |            | 200.5                                                                        | 0.0315               | 0.034           | 0.00003    | 0.0675P             | 0.000011   | 2.0             | 0.113                        | 0.0115                    | ОПК                            | Невизначена |
| 1996 GQ21* 26181          |            | 200.5                                                                        | 0.031                | 0.0335          | 0.000011   | 0.067P              | 0.000011   | 2.0             | 0.112                        | 0.011                     | ОРД                            | Невизначена |
| Мімас‡ Сатурн I           |            | 198.3                                                                        | 0.031                | 0.033           | 0.00003    | 0.03749             | 0.0000063  | 1.15            | 0.06363                      | 0.00648                   | Супутник Сатурна               | Сфера       |

## Об'єкти з радіусом між 100км та 200 км
Найбільші з цих об'єктів досягли гідростатичної рівноваги і мають сферичну форму, але більшість із них набули її лише частково, зберігши істотний перепад висот на поверхні. Для більшості транснептунових об'єктів, перерахованих у цій таблиці, розмір передбачається за умови альбедо поверхні 0,09, оскільки вони надто далекі, щоб безпосередньо оцінити їх розміри. Мімас включений в обидві таблиці як приклад переходу тіл від маси 1 × 1021 до маси 1 × 1018 кг. Цей список не є повним через відсутність даних до багато ТНО. Головний пояс астероїдів має обмежені орбітальні елементи (2,0 а. о. << 3,2 а. о., Q > 1,666 а. о.) відповідно до JPL Сонячної системи динаміка (Solar System Dynamics, JPLSSD). Це не повний перелік, оскільки відсутня значна кількість маловідомих ТНО.
| Об'єкт                      | Зображення | Середній радіус (км)  | Маса × 1018 кг (Zg) | Тип об'єкту                       | Форма       |
| --------------------------- | ---------- | --------------------- | ------------------- | --------------------------------- | ----------- |
| Мімас‡ Сатурн I             |            | 198.3                 | 37.49               | Супутник Сатурна                  | Сфера       |
| (307616) 2003 QW90          |            | 191.5                 | 89P                 | ОПК                               | Невизначена |
| 2002 CY248                  |            | 191.5                 |                     | ОПК                               | Невизначена |
| (145480) 2005 TB190         |            | 186.25                |                     | Відособлений ТНО                  | Невизначена |
| (15789) 1993 SC             |            | 181.5                 |                     | ТНО — Плутино                     | Невизначена |
| (48639) 1995 TL8*           |            | 175                   |                     | ОПК                               | Невизначена |
| Нереїда A Нептун II         |            | 170                   | 31                  | Супутник Нептуна                  | Нерівна     |
| 148780 Альчера 9            |            | 170                   |                     | ТНО — К'юбівано                   | Невизначена |
| (47932) 2000 GN171          |            | 160.5                 |                     | ТНО — Плутино                     | Невизначена |
| 704 Інтерамнія M            |            | 158.31                | 37                  | Пояс астероїдів — F-тип           | Невизначена |
| Хііака Хаумеа I             |            | 155                   | 20                  | Супутник Хаумеа                   | Невизначена |
| 1995 SN55* (lost)           |            | 155                   |                     | Кентавр                           | Невизначена |
| (79978) 1999 CC1589         |            | 152                   |                     | ОРД                               | Невизначена |
| (40314) 1999 KR169          |            | 152                   |                     | ТНО                               | Невизначена |
| 52 Європа$                  |            | 150.4                 | 16.5                | Пояс астероїдів — C-тип           | Нерівна     |
| 511 Давида$                 |            | 144.7                 | 43.8                | Пояс астероїдів — C-тип           | Нерівна     |
| (55636) 2002 TX300          |            | 143                   | 12                  | ОПК — Сімейство Хаумеа            | Невизначена |
| (47171) 1999 TC36 (A1)      |            | 143                   |                     | ОПК                               | Невизначена |
| 87 Сільвія$                 |            | 142.8                 | 14.78               | Зовнішній Пояс астероїдів — X-тип | Нерівна     |
| Вант Орк I                  |            | 141090                |                     | Супутник Орк                      | Невизначена |
| (26308) 1998 SM165          |            | 139.9                 | 14                  | ОПК                               | Невизначена |
| 65 Кібела$                  |            | 136.5 2004 118.7 IRAS | 17.8                | Зовнішній Пояс астероїдів — C-тип | Нерівна     |
| Гіперіон Сатурн VII         |            | 135                   | 5.58                | Супутник Сатурна                  | Нерівна     |
| (47171) 1999 TC36 (A2)      |            | 132.5                 |                     | ОПК                               | Невизначена |
| 2005 PU219                  |            | 132.5                 |                     | ОРД                               | Невизначена |
| (79983) 1999 DF9            |            | 132.5                 |                     | ТНО — К'юбівано                   | Невизначена |
| 107 Камілла$                |            | 129.4                 | 11.2                | Зовнішній Пояс астероїдів — C-тип | Нерівна     |
| 10199 Харікло               |            | 129.3                 |                     | Кентавр                           | Невизначена |
| 31 ЕвфросінаM               |            | 128                   | 6.23                | Пояс астероїдів — C-тип           | Невизначена |
| 15 Евномія$                 |            | 127.7                 | 31.2                | Пояс астероїдів — S-тип           | Нерівна     |
| (148209) 2000 CR105*A       |            | 126.5                 | 13                  | Відособлений ТНО                  | Невизначена |
| (145453) 2005 RR43          |            | 126 348.4             |                     | ОПК—Сімейство Хаумеа              | Невизначена |
| S/2007 (148780) 1 Альчера I |            | 123                   |                     | Вторинний 148780 Альчера          | Невизначена |
| 79360 Сіла-Нунам9           |            | 121.5                 | 11                  | ОПК                               | Невизначена |
| (119878) 2002 CY224         |            | 121                   | 15                  | ОРД                               | Невизначена |
| 3 Юнона $                   |            | 116.96                | 26.7                | Пояс астероїдів — S-тип           | Нерівна     |
| 2060 Хірон*A 95P/Хірон      |            | 116.7                 | 10                  | Кентавр                           | Невизначена |
| 88 Тісба $                  |            | 116                   | 10.5 M              | Пояс астероїдів — B-тип           | Нерівна     |
| (120178) 2003 OP32          |            | 115                   |                     | ОПК — Сімейство Хаумеа            | Невизначена |
| 2004 VN1129                 |            | 115                   |                     | ОРД                               | Невизначена |
| 2002 KW14                   |            | 115                   |                     | ОПК                               | Невизначена |
| 324 БамбергаM               |            | 114                   | 10                  | Пояс астероїдів — C-тип           | Невизначена |
| 451 Паціенція               |            | 112.5                 |                     | Пояс астероїдів                   | Невизначена |
| 19 Фортуна $                |            | 112.5                 | 12.7                | Пояс астероїдів — G-тип           | Невизначена |
| 532 Геркуліна               |            | 111                   |                     | Пояс астероїдів — S-тип           | Нерівна     |
| 48 Доріда                   |            | 110.9                 | 17A                 | Пояс астероїдів                   | Нерівна     |
| 375 Урсула                  |            | 108                   |                     | Пояс астероїдів                   | Невизначена |
| 45 ЄвгеніяM                 |            | 107                   | 5.69                | Пояс астероїдів — F-тип           | Нерівна     |
| Феба $ Сатурн IX            |            | 106.6                 | 8.29                | Супутник Сатурна                  | Нерівна     |
| 29 Амфітріта$               |            | 106                   | 11.8                | Пояс астероїдів — S-тип           | Нерівна     |
| 53311 Девкаліон             |            | 105.5                 |                     | ТНО — К'юбівано                   | Невизначена |
| (33001) 1997 CU29           |            | 105.5                 |                     | ТНО — К'юбівано                   | Невизначена |
| 423 ДіотімаA                |            | 104.385               | 16                  | Пояс астероїдів — C-тип           | Нерівна     |
| (181902) 1999 RD215         |            | 104.33                |                     | ОРД                               | Невизначена |
| 13 ЕгеріяM                  |            | 103.82                | 16.3                | Пояс астероїдів — G-тип           | Невизначена |
| 54598 Бієнор                |            | 103.5                 |                     | Кентавр                           | Невизначена |
| 94 Аврора                   |            | 102.5                 |                     | Пояс астероїдів                   | Нерівна     |
| 624 ГекторA                 |            | 101.5                 | 14                  | Астероїд — Троян Юпітера          | Нерівна     |
| 38083 Радамант              |            | 100.5                 |                     | ОПК                               | Невизначена |
| (19308) 1996 TO66           |            | 100                   |                     | ОПК — Сімейство Хаумеа            | Невизначена |

## Об'єкти з радіусом між 50км та 100 км
Розміри в цьому діапазоні включають більшість великих астероїдів і супутників газових гігантів. Для астероїдів крім радіуса і маси вказується ще й спектральний клас. Втім наведений тут список є неповним, у ньому відсутні багато, нещодавно відкритих, об'єктів транснептунової області.
| Об'єкт                   | Зображення | Середній радіус (км) | Маса × 1018 кг (Zg) | Тип об'єкту                        |
| ------------------------ | ---------- | -------------------- | ------------------- | ---------------------------------- |
| 7 Ірида$                 |            | 99.915               | 13.6                | Пояс астероїдів — S-тип            |
| 24 Феміда M              |            | 99                   | 11.3                | Пояс астероїдів — C-тип — Феміда   |
| 702 Алауда               |            | 97.4                 | 6.05                | Пояс астероїдів — C-тип            |
| ЛарисаA Нептун VII (7)   |            | 97                   | 4.2                 | Супутник Нептуна                   |
| (85633) 1998 KR65        |            | 96                   |                     | ОПК — К'юбівано                    |
| 121 ГерміонаM            |            | 95                   | 5.38                | Зовнішній Пояс астероїдів — C-тип  |
| Актея Салація I          |            | 95                   |                     | Супутник 120347 Салація            |
| 372 Палма                |            | 94.31                |                     | Пояс астероїдів                    |
| 128 Немесіда             |            | 94.1                 | 7                   | Пояс астероїдів — C-тип            |
| 16 Психея$               |            | 93.0                 | 21.9                | Пояс астероїдів — M-тип            |
| 6 Геба $                 |            | 92.59                | 12.8                | Пояс астероїдів — S-тип            |
| 5145 Фолос               |            | 92.5                 | 6.6                 | Кентавр                            |
| 154 Берта                |            | 92.47                | 5.2                 | Пояс астероїдів — C-тип            |
| 76 Фрейя                 |            | 91.83                | 6.5                 | Outer Пояс астероїдів — Кібела     |
| (59358) 1999 CL1589      |            | 91.5                 |                     | ТНО — непостійний                  |
| 130 ЕлектраM             |            | 91.1                 | 6.6                 | Астероїд — G-тип                   |
| 2006 RJ103               |            | 90                   |                     | Троян Нептуна                      |
| Янус$ Сатурн X (10)      |            | 89.4                 | 1.912               | Супутник Сатурна                   |
| 259 Алетея               |            | 89.3                 | 5.97                | Пояс астероїдів                    |
| Галатея Нептун VI (6)    |            | 88                   | 2.12                | Супутник Нептуна                   |
| 88611 Таронхайавагон     |            | 88                   |                     | ТНО — К'юбівано                    |
| 42355 Тифон              |            | 87.5                 |                     | ТНО                                |
| (19255) 1994 VK8         |            | 87.5                 | 5.6                 | ТНО — К'юбівано                    |
| 120 Лахесіс              |            | 87.05                | 5.5                 | Пояс астероїдів                    |
| 65489 Кето               |            | 87                   | 5.4                 | Кентавр — ТНО                      |
| (24835) 1995 SM55        |            | 87                   |                     | ОПК — Хаумеа                       |
| 41 Дафна                 |            | 87                   |                     | Пояс астероїдів                    |
| 9 Метіда$                |            | 86.9                 | 11.3                | Пояс астероїдів                    |
| 747 Вінчестер            |            | 85.86                |                     | Астероїд                           |
| 153 Гільда               |            | 85.32                | 5.2                 | Пояс астероїдів — Хільда           |
| 790 Преторія             |            | 85.2                 |                     | Зовнішній Пояс астероїдів — Кібела |
| Гімалія M Юпітер VI (6)  |            | 85–92                | 4.19                | Супутник Юпітера — група Гамалії   |
| Намака Хаумеа II         |            | 85                   | 2                   | Супутник Хаумеа                    |
| 96 Егла                  |            | 84.95                | 5.1                 | Пояс астероїдів                    |
| 241 Германія             |            | 84.45                | 5.05                | Пояс астероїдів — C-тип            |
| 194 Прокна               |            | 84.21                | 5                   | Пояс астероїдів — C-тип            |
| 566 Стереоскопія         |            | 84.08                |                     | Зовнішній Пояс астероїдів — Кібела |
| Амальтея Юпітер V (5)    |            | 83.5                 | 2.08                | Супутник Юпітера$                  |
| 911 Агамемнон            |            | 83.3                 |                     | Астероїд — Троян Юпітера           |
| 22 Калліопа              |            | 83.1                 | 8.09M               | Пояс астероїдів — M-тип            |
| 66652 Борасізі           |            | 83                   |                     | ТНО — К'юбівано                    |
| 54 Александра            |            | 82.88                |                     | Пояс астероїдів                    |
| 386 Зіґена               |            | 82.5                 |                     | Пояс астероїдів — C-тип            |
| 59 Елпіс                 |            | 82.4                 |                     | Пояс астероїдів                    |
| 1437 Diomedes            |            | 82.16                | 4.6                 | Астероїд — Троян Юпітера           |
| 444 ГіптідаM             |            | 81.54                | 12.5                | Пояс астероїдів — C-тип            |
| Пак Уран XV [15]         |            | 81                   | 2.9A                | Супутник Урана                     |
| 409 Аспасія              |            | 80.81                | 4.42                | Пояс астероїдів — C-тип            |
| S/2002 (48639) 1         |            | 80.5                 |                     | Супутник (48639) 1995 TL8          |
| 20461 Діоретса           |            | 80.2                 |                     | Кентавр — Дамоклоїд                |
| 1992 QB1                 |            | 80                   |                     | ОПК — К'юбівано                    |
| 2007 VL305               |            | 80                   |                     | Троян Нептуна                      |
| (15875) 1996 TP66        |            | 80                   |                     | ОПК — inner Плутино                |
| 209 Дідона               |            | 79.97                | 4.28                | Пояс астероїдів — C-тип            |
| 334 Чикаго               |            | 79.275               |                     | Пояс астероїдів — C-тип            |
| 804 Іспанія              |            | 78.79                | 9.95                | Пояс астероїдів — P-тип            |
| 185 Евніка               |            | 78.76                | 4.09                | Пояс астероїдів                    |
| 139 Жуйхуа               |            | 78.3                 | 4                   | Пояс астероїдів                    |
| 354 Елеонора             |            | 77.585               |                     | Пояс астероїдів — S-тип            |
| 85 Іо                    |            | 77.4                 | 3.4                 | Пояс астероїдів                    |
| 165 Лорелей              |            | 77.39                | 3.91                | Пояс астероїдів — C-тип            |
| 173 Іно                  |            | 77.05                | 3.83                | Пояс астероїдів — C-тип            |
| 11 Партенопа             |            | 76.67                | 6.15M               | Пояс астероїдів                    |
| (137295) 1999 RB216      |            | 76.5                 |                     | ОПК — РТО                          |
| 14 Ейрена                |            | 76                   | 8.2                 | Пояс астероїдів                    |
| 89 Юлія                  |            | 75.75                | 3.6                 | Пояс астероїдів — S-тип            |
| 536 Мерапі               |            | 75.7                 |                     | Пояс астероїдів                    |
| (145474) 2005 SA278      |            | 75.62                |                     | ОРД                                |
| 776 Берберісія           |            | 75.59                |                     | Пояс астероїдів                    |
| 145 Адеона               |            | 75.57                | 3.6                 | Пояс астероїдів — Адеона           |
| 150 Нюйва                |            | 75.565               | 3.62                | Пояс астероїдів — C-тип            |
| ДеспінаA Нептун V        |            | 75                   | 2.1                 | Супутник Нептуна                   |
| Сікоракса Уран XVII      |            | 75                   | 2.3                 | Супутник Урана                     |
| 49 Палес M               |            | 74.9                 | 2.69                | Пояс астероїдів — C-тип            |
| 39 Летиція               |            | 74.75                | 3.5                 | Астероїд                           |
| 117 Ломія                |            | 74.36                | 3.4                 | Пояс астероїдів — C-тип            |
| 238 Гіпатія              |            | 74.245               |                     | Пояс астероїдів — C-тип            |
| 168 Сібілла              |            | 74.195               | 3.42                | Пояс астероїдів — C-тип            |
| 283 ЕммаM                |            | 74                   | 1.38                | Астероїд                           |
| 51 Нім                   |            | 73.93                |                     | Астероїд                           |
| 106 Діона                |            | 73.3                 |                     | Пояс астероїдів — G-тип            |
| (118378) 1999 HT11       |            | 73                   |                     | ТНО                                |
| 137 Мелібоя              |            | 72.71                | 3.2                 | Пояс астероїдів                    |
| 20 Массалія$             |            | 72.5                 | 5.67                | Астероїд                           |
| 211 Ізольда              |            | 71.6                 | 3.07                | Пояс астероїдів — C-тип            |
| 1172 Еней                |            | 71.41                |                     | Астероїд — Троян Юпітера           |
| 144 Вібілія              |            | 71.19                | 3                   | Пояс астероїдів                    |
| 508 Прінстонія           |            | 71.18                |                     | Пояс астероїдів                    |
| 895 Геліо                |            | 70.95                |                     | Пояс астероїдів — B-тип            |
| 361 Бононія              |            | 70.86                |                     | Пояс астероїдів — D-тип            |
| 420 Бертольда            |            | 70.625               |                     | Пояс астероїдів — P-тип            |
| 93 Мінерва               |            | 70.5                 | 2.9                 | Пояс астероїдів — C-тип            |
| 617 Патрокл              |            | 70.46                |                     | Астероїд — Троян Юпітера           |
| 308 Поліксо              |            | 70.345               | 2.92                | Пояс астероїдів — T-тип            |
| 18 Мельпомена            |            | 70.3                 | 3                   | Пояс астероїдів                    |
| 2001 QR322               |            | 70                   |                     | Троян Нептуна                      |
| 268 Адорея               |            | 69.945               | 2.87                | Пояс астероїдів                    |
| 349 Дембовська           |            | 69.885               |                     | Пояс астероїдів — R-тип            |
| 489 Комачіна             |            | 69.695               |                     | Пояс астероїдів                    |
| (47171) 1999 TC36(B)     |            | 69.5                 |                     | ОПК                                |
| 69 Гесперія              |            | 69.07                | 2.76                | Пояс астероїдів — M-тип            |
| 2003 UZ117               |            | 69                   |                     | ОПК — Хаумеа                       |
| 762 Пулкова              |            | 68.54                |                     | Пояс астероїдів — C-тип            |
| Пабу Борасізі I          |            | 68.5                 |                     | Вторинний 66652 Борасізі           |
| 196 Філомела             |            | 68.195               | 2.65                | Пояс астероїдів — S-тип            |
| 212 Медея                |            | 68.06                | 2.64                | Пояс астероїдів                    |
| 95 Аретуса               |            | 68.02                | 2.6                 | Пояс астероїдів                    |
| Порція Уран XII          |            | 67.6                 | 1.7                 | Супутник Урана                     |
| 588 Ахіллес              |            | 67.735               |                     | Астероїд — Троян Юпітера           |
| 690 Вратіславія          |            | 67.325               |                     | Астероїд                           |
| 111 Ата                  |            | 67.28                |                     | Пояс астероїдів — C-тип            |
| 247 Евкрат               |            | 67.215               |                     | Пояс астероїдів — C-тип            |
| 705 Ермінія              |            | 67.11                |                     | Пояс астероїдів                    |
| 471 Папагена             |            | 67.095               |                     | Пояс астероїдів — C-тип            |
| Форкій Кето I            |            | 67                   | 1.67                | Супутник 65489 Кето                |
| 1998 WW31                |            | 66.5                 | 2                   | ТНО                                |
| 147 Протогенея           |            | 66.465               | 2.5                 | Пояс астероїдів                    |
| Менетій Патрокл I        |            | 66.3                 |                     | Супутник 617 Патрокл               |
| 344 Дезідерата           |            | 66.135               | 2.42                | Пояс астероїдів — C-тип            |
| 146 Люцина               |            | 66.1                 | 2.4                 | Пояс астероїдів                    |
| 141 Люмен                |            | 65.52                | 1.6                 | Пояс астероїдів — C-тип            |
| 356 Лігурія              |            | 65.655               |                     | Пояс астероїдів                    |
| 187 Ламберта             |            | 65.2                 | 2.37                | Пояс астероїдів — C-тип            |
| 419 Аврелія              |            | 64.505               |                     | Пояс астероїдів — F-тип            |
| 200 Дінамена             |            | 64.18                |                     | Пояс астероїдів                    |
| 8 Флора                  |            | 63.9                 | 8.47                | Пояс астероїдів — S-тип — Флора    |
| 712 Болівіяна            |            | 63.785               |                     | Пояс астероїдів — X-тип            |
| 654 Зелінда              |            | 63.7                 |                     | Пояс астероїдів                    |
| 426 Гіппо                |            | 63.55                |                     | Пояс астероїдів                    |
| 47 Аглая                 |            | 63.48                |                     | Пояс астероїдів — C-тип            |
| 279 Туле                 |            | 63.295               |                     | Пояс астероїдів — D-тип            |
| 92 Ундіна                |            | 63.21                | 2.1                 | Пояс астероїдів — M-тип            |
| 1173 Anchises            |            | 63.135               |                     | Астероїд — Троян Юпітера           |
| 1143 Odysseus            |            | 62.82                |                     | Астероїд — Троян Юпітера (L4)      |
| 469 Аргентина            |            | 62.785               |                     | Пояс астероїдів — Кібела           |
| 159 Емілія               |            | 62.5                 | 1.4                 | Астероїд                           |
| 405 Тейя                 |            | 62.45                |                     | Пояс астероїдів — C-тип            |
| 602 Маріанна             |            | 62.36                |                     | Пояс астероїдів                    |
| 46 Гестія                |            | 62.07                | 3.5–21              | Пояс астероїдів                    |
| 216 Клеопатра            |            | 62                   |                     | Пояс астероїдів — M-тип            |
| 104 Клімена              |            | 61.9                 | 2                   | Пояс астероїдів                    |
| 410 Хлоріда              |            | 61.785               |                     | Пояс астероїдів — C-тип            |
| 134 Софросина            |            | 61.64                | 2                   | Пояс астероїдів                    |
| 328 Ґудрун               |            | 61.46                | 1.94                | Пояс астероїдів — S-тип            |
| 1867 Деїфоб              |            | 61.335               |                     | Астероїд — Троян Юпітера           |
| 68 Лето                  |            | 61.3                 |                     | Пояс астероїдів — S-тип            |
| 70 Панопея               |            | 61.01                |                     | Пояс астероїдів — C-тип            |
| Савіскера Тегаронхіавако |            | 61                   |                     | Вторинний 88611 Тегаронхіавако     |
| 127 Жанна                |            | 61                   |                     | Пояс астероїдів                    |
| 276 Адельгейда           |            | 60.8                 |                     | Пояс астероїдів                    |
| 176 Ідуна                |            | 60.52                | 1.76                | Пояс астероїдів — G-тип            |
| 156 Ксантіппа            |            | 60.495               | 1.85                | Пояс астероїдів — S-тип            |
| 28 Беллона               |            | 60.45                |                     | Пояс астероїдів — C-тип            |
| 86 Семела                |            | 60.3                 |                     | Пояс астероїдів — C-тип            |
| 78 Діана                 |            | 60.3                 |                     | Пояс астероїдів — C-тип            |
| 381 Мірра                |            | 60.29                |                     | Пояс астероїдів — C-тип —          |
| 225 Генрієтта            |            | 60.245               | 1.83                | Пояс астероїдів — C-тип — Кібела   |
| 618 Ельфріда             |            | 60.145               |                     | Пояс астероїдів — C-тип —          |
| (73840) 2002 PN34        |            | 59.75                |                     | ОРД                                |
| 105 Артеміда             |            | 59.6                 | 1.8                 | Пояс астероїдів — C-тип            |
| 81 Терпсіхора            |            | 59.54                |                     | Пояс астероїдів — C-тип            |
| 5 Астрея                 |            | 59.535               | 2.9                 | Пояс астероїдів                    |
| 74 Галатея               |            | 59.36                | 1.8                 | Пояс астероїдів — C-тип            |
| 350 Орнамента            |            | 59.175               |                     | Пояс астероїдів — C-тип            |
| 772 Танете               |            | 58.83                |                     | Пояс астероїдів — C-тип            |
| 476 Гедвіґ               |            | 58.38                |                     | Пояс астероїдів                    |
| 1093 Фреда               |            | 58.365               |                     | Пояс астероїдів                    |
| 171 Офелія               |            | 58.35                | 1.66                | Пояс астероїдів — C-тип — Феміда   |
| 909 Улла                 |            | 58.22                |                     | Астероїд                           |
| 3317 Париж               |            | 58.13                |                     | Астероїд — Троян Юпітера           |
| 203 Помпея               |            | 58.125               |                     | Пояс астероїдів                    |
| 3063 Махаон              |            | 58.07                | 1.6                 | Астероїд — Троян Юпітера           |
| 38 Леда                  |            | 57.97                | 1.6                 | Астероїд                           |
| 360 Карлова              |            | 57.88                |                     | Пояс астероїдів —                  |
| 521 Бріксія              |            | 57.825               |                     | Пояс астероїдів —                  |
| 490 Верітас              |            | 57.775               |                     | Пояс астероїдів — Veritas          |
| 466 Тісіфона             |            | 57.765               |                     | Пояс астероїдів — C-тип            |
| 53 Каліпсо               |            | 57.69                |                     | Астероїд                           |
| 2241 Алкафой             |            | 57.315               |                     | Астероїд — Троян Юпітера           |
| 388 Харібда              |            | 57.085               |                     | Пояс астероїдів — C-тип            |
| 34 Цирцея                |            | 56.75                | 1.5                 | Пояс астероїдів — C-тип            |
| Епіметей Сатурн XI (11)  |            | 56.7                 | 0.5304              | Супутник Сатурна$                  |
| 596 Шейла                |            | 56.67                |                     | Пояс астероїдів                    |
| 56 Мелета                |            | 56.62                | 1.5                 | Астероїд                           |
| 129 Антігона             |            | 56.5                 | 2                   | Пояс астероїдів — нікель-залізо    |
| 12 Вікторія              |            | 56.4                 |                     | Пояс астероїдів — S-тип            |
| 57 Мнемосіна             |            | 56.3                 |                     | Астероїд                           |
| 545 Мессаліна            |            | 55.645               |                     | Астероїд                           |
| 2797 Тевкр               |            | 55.57                |                     | Астероїд — Троян Юпітера (L4)      |
| 2920 Автомедон           |            | 55.5                 |                     | Астероїд — Троян Юпітера (L4)      |
| 91 Егіна                 |            | 54.9                 | 1.4                 | Пояс астероїдів — C-тип            |
| 140 Жива                 |            | 54.895               | 1.4                 | Пояс астероїдів                    |
| 814 Тауріс               |            | 54.78                |                     | Пояс астероїдів                    |
| 595 Поліксена            |            | 54.535               |                     | Пояс астероїдів                    |
| 230 Атамантіс            |            | 54.495               |                     | Пояс астероїдів — S-тип            |
| 659 Нестор               |            | 54.435               |                     | Астероїд — Троян Юпітера           |
| 37 Фідес                 |            | 54                   | 1.3                 | Пояс астероїдів — S-тип            |
| 514 Арміда               |            | 53.085               |                     | Пояс астероїдів                    |
| 23 Талія                 |            | 53.8                 | 1.3                 | Пояс астероїдів — S-тип            |
| 739 Мандевіль            |            | 53.765               |                     | Пояс астероїдів — X-тип            |
| 40 Гармонія              |            | 53.6                 | 1.3                 | Пояс астероїдів — S-тип            |
| 181 Евхарида             |            | 53.33                | 1.2                 | Пояс астероїдів — K-тип            |
| 346 Ерманарія            |            | 53.26                |                     | Пояс астероїдів — S-тип            |
| 357 Нініна               |            | 53.05                |                     | Пояс астероїдів                    |
| 506 Маріон               |            | 52.97                |                     | Пояс астероїдів — C-тип            |
| 365 Кордуба              |            | 52.96                |                     | Пояс астероїдів — C-тип            |
| 36 Аталанта              |            | 52.8                 |                     | Астероїд                           |
| 713 Луцинія              |            | 52.76                |                     | Пояс астероїдів — C-тип            |
| 1269 Роландіа            |            | 52.595               |                     | Пояс астероїдів                    |
| 164 Єва                  |            | 52.435               | 1.21                | Пояс астероїдів — C-тип            |
| 98 Іанта                 |            | 52.25                | 1.2                 | Пояс астероїдів — C-тип            |
| 240 Ванадіс              |            | 51.95                |                     | Пояс астероїдів — C-тип            |
| 221 Еос                  |            | 51.935               | 1.17                | Пояс астероїдів — K-тип            |
| (29981) 1999 TD10        |            | 51.85                |                     | ТНО                                |
| 788 Гогенштейна          |            | 51.84                |                     | Пояс астероїдів                    |
| 791 Ані                  |            | 51.76                |                     | Пояс астероїдів                    |
| 1208 Троїл               |            | 51.67                |                     | Астероїд — Троян Юпітера           |
| 192 Навсікая             |            | 51.63                |                     | Пояс астероїдів — S-тип            |
| 63 Авсонія               |            | 51.57                | 1.1                 | Пояс астероїдів — S-тип            |
| 35 Левкотея              |            | 51.555               | 1.1                 | Пояс астероїдів — C-тип            |
| 570 Кітера               |            | 51.405               |                     | Пояс астероїдів                    |
| 233 Астеропа             |            | 51.39                | 1.4                 | Пояс астероїдів — T-тип            |
| 4063 Ефорбо              |            | 51.23                |                     | Астероїд — Троян Юпітера           |
| 1583 Антілох             |            | 50.81                |                     | Астероїд — Троян Юпітера           |
| 1390 Абастумані          |            | 50.79                |                     | Пояс астероїдів                    |
| 522 Хельга               |            | 50.61                |                     | Пояс астероїдів — Кібела           |
| 175 Андромаха            |            | 50.585               | 1.08                | Пояс астероїдів — C-тип            |
| 191 Колґа                |            | 50.515               | 1.08                | Пояс астероїдів — C-тип            |
| 663 Ґерлінда             |            | 50.44                |                     | Астероїд                           |
| 626 Нотбурґа             |            | 50.365               |                     | Астероїд                           |
| 387 Аквітанія            |            | 50.255               |                     | Пояс астероїдів — S-тип            |
| 42 Ісіда                 |            | 50.1                 |                     | Пояс астероїдів — S-тип            |
| 2008 LC18                |            | 50                   |                     | Троян Нептуна                      |
| 2005 TO74                |            | 50                   |                     | Троян Нептуна                      |
| 2004 UP10                |            | 50                   |                     | Троян Нептуна                      |
| 30 Уранія                |            | 50                   |                     | Пояс астероїдів — S-тип            |

## Об'єкти з радіусом між 20км та 50 км
Астероїдів з радіусом від 50 км і менше існує кілька тисяч, але лише деякі з них були більш-менш вивчені. Маси об'єктів у цьому списку лежать у межах від 1 × 1015 до 1 × 1018 кг, причому для багатьох астероїдів вони є передбачуваними.
| Об'єкт                         | Зображення | Середній радіус (км) | Маса × 1015 кг (Eg) | Тип об'єкту                        |
| ------------------------------ | ---------- | -------------------- | ------------------- | ---------------------------------- |
| 50 ВірджиніяA                  |            | 49.91                | 1000                | Астероїд                           |
| 114 Кассандра                  |            | 49.86                | 1000                | Пояс астероїдів — T-тип            |
| 1021 Фламмаріо                 |            | 49.695               |                     | Астероїд                           |
| 162 Лорентія                   |            | 49.55                |                     | Пояс астероїдів                    |
| 401 Оттілія                    |            | 49.56                |                     | Пояс астероїдів                    |
| ТебаA Юпітер XIV (14)          |            | 49.3                 | 430                 | Супутник Юпітера                   |
| 148 Галлія                     |            | 48.88                | 980                 | Пояс астероїдів — R-тип            |
| 404 Арсіноя                    |            | 48.855               |                     | Пояс астероїдів — C-тип            |
| 27 ЕвтерпаA                    |            | 48                   | 930                 | Пояс астероїдів — S-тип            |
| 773 Ірмінтрауд                 |            | 47.94                |                     | Астероїд — D-тип                   |
| 21 Лютеція                     |            | 47.8                 | 1700                | Пояс астероїдів — M-тип            |
| 62 Ерато                       |            | 47.7                 | 910                 | Пояс астероїдів — Феміда           |
| 26 Прозерпіна                  |            | 47.4                 | 900                 | Астероїд                           |
| 345 Терцідіна                  |            | 47.06                |                     | Пояс астероїдів — C-тип            |
| ДжульєттаA Уран XI             |            | 46.8                 | 560                 | Супутник Урана                     |
| 58 Конкордія                   |            | 46.72                | 850                 | Астероїд                           |
| 229 Аделінда                   |            | 46.6                 |                     | Пояс астероїдів — C-тип            |
| 379 Гуенна                     |            | 46.2                 | 480                 | Пояс астероїдів — C-тип            |
| Нікта Плутон II                |            | 46                   | 70                  | Супутник Плутона                   |
| 103 Гера                       |            | 45.6                 | 790                 | Астероїд                           |
| 17 Фетіда                      |            | 45                   | 1200                | Астероїд                           |
| 143 Адрія                      |            | 44.965               | 760                 | Пояс астероїдів                    |
| 109 Фелікітас                  |            | 44.7                 | 750                 | Астероїд                           |
| 100 Геката                     |            | 44.5                 | 1000                | Астероїд                           |
| 90 Антіопа A                   |            | 43.9                 | 410                 | Астероїд — C-тип                   |
| 227 Філософія                  |            | 43.655               |                     | Пояс астероїдів                    |
| Прометей $ Сатурн XVI (16)     |            | 43.1                 | 156.6               | Супутник Сатурна                   |
| 110 Лідія                      |            | 43.05                | 670                 | Астероїд                           |
| ЕлараA Юпітер VII              |            | 43                   | 870                 | Супутник Юпітера — Група Гімалії   |
| 72 Феронія                     |            | 42.95                | 670                 | Астероїд                           |
| 60558 Ехекл 174P/Echeclus      |            | 42                   |                     | Кентавр                            |
| S/2000 (90) 1                  |            | 41.9                 |                     | Супутник 90 Антіопа                |
| 71 Ніоба                       |            | 41.7                 | 610                 | Астероїд                           |
| 102 Міріам                     |            | 41.5                 |                     | Астероїд                           |
| 97 Клото                       |            | 41.4                 | 590                 | Астероїд                           |
| 61 Даная                       |            | 41.02                |                     | Астероїд                           |
| ТаласаA Нептун IV, S/1989 N 5  |            | 41                   | 350                 | Супутник Нептуна                   |
| 122 Герда                      |            | 40.85                | 570                 | Пояс астероїдів — S-тип            |
| Пандора$ Сатурн XVII (17)      |            | 40.7                 | 135.6               | Супутник Сатурна                   |
| 83 Беатріс                     |            | 40.69                | 560                 | Пояс астероїдів — X-тип            |
| 32 ПомонаA                     |            | 40.5                 | 550                 | Астероїд                           |
| 2005 TN53                      |            | 40                   |                     | Троян Нептуна                      |
| БеліндаA Уран XIV (14)         |            | 40                   | 360                 | Супутник Урана                     |
| 115 Тіра                       |            | 39.92                |                     | Астероїд                           |
| Крессида Уран IX               |            | 39.8                 | 340A                | Супутник Урана                     |
| 135 Герта                      |            | 39.62                |                     | Астероїд                           |
| 84 Кліо                        |            | 39.58                | 520                 | Астероїд                           |
| 80 Сапфо                       |            | 39.2                 |                     | Астероїд                           |
| Єхидна Тіфон I                 |            | 39                   |                     | Супутник 42355 Тіфон               |
| 1001 Ґауссія                   |            | 39                   |                     | Астероїд                           |
| 58534 Логос                    |            | 38.5                 | 270                 | ОПК — К'юбівано                    |
| 124 Алкеста                    |            | 38.18                | 470                 | Пояс астероїдів — S-тип            |
| 55576 Амік                     |            | 38.15                |                     | Кентавр                            |
| 25 Фокея                       |            | 37.6                 |                     | Астероїд                           |
| Вейвот Квавар I                |            | 37                   |                     | Супутник Квавар                    |
| 8405 Асболос                   |            | 37–42                |                     | Кентавр                            |
| 112 Іфігенія                   |            | 36.35                |                     | Астероїд                           |
| (86047) 1999 OY3               |            | 36                   |                     | ОПК — Сімейство Хаумеа             |
| Гідра Плутон III               |            | 36                   | 391P                | Супутник Плутона                   |
| Розалінда* Уран XIII           |            | 36                   | 250                 | Супутник Урана                     |
| Калібан Уран XVI               |            | 36                   |                     | Супутник Урана                     |
| 99 Діке                        |            | 35.95                | 390                 | Астероїд                           |
| 66 Майя                        |            | 35.91                |                     | Астероїд                           |
| 116 Сірона                     |            | 35.85                |                     | Пояс астероїдів                    |
| 44 Ніса                        |            | 35.32                | 370                 | Пояс астероїдів — E-тип            |
| 10370 Гайлономе                |            | 35                   |                     | Кентавр                            |
| 77 Фріґґа                      |            | 34.63                | 350                 | Астероїд                           |
| 55 Пандора                     |            | 33.35                |                     | Астероїд                           |
| 133 Кирена                     |            | 33.29                | 310                 | Пояс астероїдів — S-тип            |
| 79 Еврінома                    |            | 33.24                |                     | Астероїд                           |
| Зоя Логос I                    |            | 33                   |                     | Супутник 58534 Логос               |
| Наяда Нептун III               |            | 33                   | 190A                | Супутник Нептуна                   |
| 43 Аріадна                     |            | 32.94                |                     | Астероїд                           |
| 101 Єлена                      |            | 32.9                 | 300                 | Астероїд                           |
| 108 Гекаба                     |            | 32.49                | 390                 | Астероїд                           |
| ДездемонаA Уран X              |            | 32                   | 180                 | Супутник Урана                     |
| Галімеда* Нептун IX            |            | 31                   |                     | Супутник Нептуна                   |
| 52975 Кіллар                   |            | 31                   |                     | Кентавр                            |
| 82 Алкмена                     |            | 30.48                |                     | Астероїд                           |
| 60 Ехо                         |            | 30.1                 |                     | Астероїд                           |
| 83982 Крантор                  |            | 30                   |                     | Кентавр                            |
| Комета Гейла — Боппа C/1995 O1 |            | 30                   |                     | Комета                             |
| Пасіфе*A Юпітер VIII           |            | 30                   | 300                 | Супутник Юпітера                   |
| 7066 Нессас                    |            | 30                   |                     | Кентавр                            |
| Несо Нептун XIII               |            | 30                   |                     | Супутник Нептуна                   |
| 64 Ангеліна                    |            | 30                   |                     | Пояс астероїдів — E-тип            |
| 2008 KV42                      |            | 29.5                 |                     | Відособлений ТНО                   |
| 67 Асія                        |            | 29.06                |                     | Астероїд                           |
| 119 Алтея                      |            | 28.65                | 200                 | Пояс астероїдів — S-тип            |
| 2004 KV18                      |            | 28.1                 |                     | Троян Нептуна                      |
| 75 Еврідіка                    |            | 27.955               | 180                 | Пояс астероїдів — M-тип            |
| 142 Полана                     |            | 27.645               | 180                 | Пояс астероїдів — F-тип            |
| 253 Матільда$                  |            | 26.4                 | 103.3               | Пояс астероїдів — C-тип            |
| 52872 Окюрхое                  |            | 26.01                |                     | Кентавр                            |
| Б'янка Уран VIII               |            | 25.7                 | 92                  | Супутник Урана                     |
| Просперо Уран XVIII            |            | 25                   | 85                  | Супутник Урана                     |
| Сетебос Уран XIX               |            | 24                   | 75                  | Супутник Урана                     |
| 123 Брюнхільда                 |            | 23.985               |                     | Пояс астероїдів                    |
| 4348 Полідамант                |            | 23.95                |                     | Астероїд — Троян Юпітера           |
| 1000 Піацці                    |            | 23.89                |                     | Пояс астероїдів                    |
| 113 Амальтея                   |            | 23.07                | 100                 | Пояс астероїдів                    |
| Карме* Юпітер IX               |            | 23                   | 130                 | Супутник Юпітера — Група Карме     |
| 138 Толоза                     |            | 22.75                | 99                  | Пояс астероїдів — S-тип            |
| 126 Велледа                    |            | 22.4                 | 94                  | Пояс астероїдів                    |
| 73 Клітія                      |            | 22.22                | 92                  | Астероїд                           |
| Сао Нептун XI                  |            | 22                   |                     | Супутник Нептуна                   |
| 125 Лібератрикс                |            | 21.79                | 87                  | Пояс астероїдів — M-тип            |
| Метіда Юпітер XVI (16)         |            | 21.5                 | 36                  | Супутник Юпітера                   |
| 132 Етра                       |            | 21.435               | 82                  | Пояс астероїдів — M-тип            |
| Офелія* Уран VII               |            | 21.4                 | 53                  | Супутник Урана                     |
| Лаомедея Нептун XII            |            | 21                   |                     | Супутник Нептуна                   |
| 118 Пейто                      |            | 20.87                | 76                  | Пояс астероїдів                    |
| 208 Лакрімоза                  |            | 20.665               | 73.9                | Пояс астероїдів — Короніда — S-тип |
| 136 Австрія                    |            | 20.5                 | 68                  | Пояс астероїдів — M-тип            |
| 131 Вала                       |            | 20.22                | 69                  | Пояс астероїдів                    |
| Корделія* Уран VI, S/1986 U 7  |            | 20.1                 | 44                  | Супутник Урана                     |
| Сіарнак Сатурн XXIX            |            | 20                   |                     | Супутник Сатурна                   |

## Об'єкти з радіусом між 1км та 20 км
| Об'єкт                             | Зображення | Середній радіус (км) | Маса × 1015 кг (Eg) | Тип об'єкту                          |
| ---------------------------------- | ---------- | -------------------- | ------------------- | ------------------------------------ |
| 167 Урда                           |            | 19.97                | 66.7                | Пояс астероїдів — Короніда — S-тип   |
| 944 Гідальго                       |            | 19                   |                     | Кентавр                              |
| Сінопе* Юпітер IX                  |            | 19                   | 76                  | Супутник Юпітера                     |
| Псамафа* Нептун X                  |            | 19                   | 37                  | Супутник Нептуна                     |
| Комета Швассмана– Вахмана          |            | 18.65                |                     | Комета — Кентавр                     |
| Лісітея* Юпітер X                  |            | 18                   | 63                  | Супутник Юпітера — Група Гімалії     |
| 158 Короніда                       |            | 17.685               | 46.3                | Пояс астероїдів — Короніда — S-тип   |
| Гелена Сатурн XII (12) Dione B     |            | 17.6                 | 25                  | Супутник Сатурна                     |
| 226 Верінґія                       |            | 16.92                |                     | Пояс астероїдів — S-тип              |
| 433 Ерос$                          |            | 16.84                | 66.9                | Навколоземний астероїд — Група Амура |
| Стефано Уран XX                    |            | 16                   | 22                  | Супутник Урана                       |
| Альбіорікс Сатурн XXVI (16)        |            | 16                   |                     | Супутник Сатурна                     |
| 1036 Ганімед                       |            | 15.9                 | 33                  | Навколоземний астероїд               |
| 1815 Бетховен                      |            | 15.8                 |                     | Пояс астероїдів                      |
| 243 Іда                            |            | 15.7                 | 42                  | Пояс астероїдів — Короніда — S-тип   |
| Атлас$ Сатурн XV (15)              |            | 15.3                 | 66                  | Супутник Сатурна                     |
| 31824 Елатус                       |            | 15                   |                     | Кентавр                              |
| Пердіта Уран XXV (15), S/1986 U 10 |            | 15                   | 13                  | Супутник Урана                       |
| Пан$ Сатурн XVIII (18)             |            | 14.2                 | 4.95                | Супутник Сатурна                     |
| Лінус Калліопа I                   |            | 14                   | 60                  | Супутник 22 Калліопа                 |
| Ананке Юпітер XII (12)             |            | 14                   | 38.2                | Супутник Юпітера                     |
| Телесто Сатурн XIII чи Тефія B     |            | 11.8                 |                     | Супутник Сатурна                     |
| Фобос$ Марс I                      |            | 11.1                 | 10.7                | Супутник Марса                       |
| Паліак Сатурн XX — 20              |            | 11                   | 8.2                 | Супутник Сатурна                     |
| Франциско Уран XXII — 22           |            | 11                   | 7.2                 | Супутник Урана                       |
| Каліпсо Сатурн XIV or Тефія C      |            | 10.7                 |                     | Супутник Сатурна                     |
| Леда Юпітер XIII (13)              |            | 10                   | 11                  | Супутник Юпітера — Група Гімалії     |
| Фердинанд Уран XXIV — 24           |            | 10                   | 5.4                 | Супутник Урана                       |
| Маргарита Уран XXIII — 23          |            | 10                   | 5.4                 | Супутник Урана                       |
| 149 Медуза                         |            | 9.88                 | 8                   | Пояс астероїдів                      |
| Ромул Сільвія I                    |            | 9                    | 4                   | Супутник 87 Сільвія                  |
| Імір Сатурн XIX (19)               |            | 9                    |                     | Супутник Сатурна                     |
| Трінкуло Уран XXI — 21             |            | 9                    | 3.9                 | Супутник Урана                       |
| Купідон Уран XXVII — 27            |            | 9                    | 3.8                 | Супутник Урана                       |
| 2002 Еулер                         |            | 8.72                 | 5.5                 | Астероїд                             |
| Адрастея Юпітер XV (15)            |            | 8.2                  | 2                   | Супутник Юпітера                     |
| Ківіок Сатурн XXIV — 24            |            | 8                    |                     | Супутник Сатурна                     |
| 2000 Гершель                       |            | 8                    |                     | Пояс астероїдів                      |
| Тарвос Сатурн XXI (21)             |            | 7.5                  |                     | Супутник Сатурна                     |
| S/2006 (624) 1 Гектор I            |            | 7.5                  |                     | Супутник 624 Гектор                  |
| 2685 Мазурський                    |            | 100                  | 101                 | Астероїд                             |
| (65407) 2002 RP120                 |            | 7.3                  | 3.1                 | Дамоклоїд (Ретроградний рух)         |
| Бестла Сатурн XXXIX — 34           |            | 7                    |                     | Супутник Сатурна                     |
| Кербер Плутон IV                   |            | 6.107                |                     | Супутник Плутона                     |
| Маленький Принц Євгенія I          |            | 6.5                  | 1.2                 | Супутник 45 Євгенія                  |
| Деймос$ Марс II                    |            | 6.2                  | 1.48                | Супутник Марса                       |
| 951 Гаспра                         |            | 6.1                  | 10                  | Астероїд                             |
| Іджирак Сатурн XXII — 22           |            | 6                    |                     | Супутник Сатурна                     |
| S/2002 (121) 1 Герміона I          |            | 6                    | 1.6                 | Супутник 121 Герміона                |
| Комета Галлея                      |            | 5.5                  | 0.03                | Комета (період 75.3 років)           |
| S/2001 (107) 1 Камілла I           |            | 5.5                  | 1.5                 | Супутник 107 Камілла                 |
| Меб Уран XXVI (26)                 |            | 5.0                  |                     | Супутник Урана                       |
| Ерріпо Сатурн XXVIII — 18          |            | 5.0                  |                     | Супутник Сатурна                     |
| 26858 Містерроджерс                |            | 4.75                 |                     | Астероїд                             |
| Калліррое Юпітер XVII — 17         |            | 4.3                  |                     | Супутник Юпітера                     |
| Фемісто Юпітер XVIII — 38          |            | 4.0                  | 0.69                | Супутник Юпітера                     |
| Дафніс Сатурн XXXV (35)            |            | 3.9                  | 0.084               | Супутник Сатурна                     |
| Рем Сільвія II                     |            | 3.5                  | 0.2                 | Супутник 87 Сільвія                  |
| S/2003 (379) 1 Гуенна I            |            | 3.5                  |                     | Супутник 379 Гуенна                  |
| Таркек Сатурн LII — 52             |            | 3.5                  |                     | Супутник Сатурна                     |
| Карі Сатурн XLV — 45               |            | 3.5                  |                     | Супутник Сатурна                     |
| Мунділфарі Сатурн XXV — 25         |            | 3.5                  |                     | Супутник Сатурна                     |
| Суттунг Сатурн XXIII — 23          |            | 3.5                  |                     | Супутник Сатурна                     |
| Праксідіке Юпітер XXVII — 27       |            | 3.4                  |                     | Супутник Юпітера                     |
| Нарві Сатурн XXXI — 31             |            | 3.3                  |                     | Супутник Сатурна                     |
| Скаді Сатурн XXVII — 27            |            | 3.2                  |                     | Супутник Сатурна                     |
| 9P/Темпеля                         |            | 3                    | 0.075               | Комета                               |
| Гірроккін Сатурн XLIV — 44         |            | 3.0                  |                     | Супутник Сатурна                     |
| Грейп Сатурн LI — 51               |            | 3                    |                     | Супутник Сатурна                     |
| Ярнсакса Сатурн L — 50             |            | 3                    |                     | Супутник Сатурна                     |
| Сколл Сатурн XLVII — 47            |            | 3                    |                     | Супутник Сатурна                     |
| Сурт Сатурн XLVIII — 48            |            | 3                    |                     | Супутник Сатурна                     |
| S/2003 (130) 1 Електра I           |            | 3                    | 0.4                 | Супутник 130 Електра                 |
| Логі Сатурн XLVI — 46              |            | 3                    |                     | Супутник Сатурна                     |
| Гаті Сатурн XLIII — 43             |            | 3                    |                     | Супутник Сатурна                     |
| Форньйот Сатурн XLII — 42          |            | 3                    |                     | Супутник Сатурна                     |
| Бефінд Сатурн XXXVII — 37          |            | 3                    |                     | Супутник Сатурна                     |
| Егір Сатурн XXXVI — 36             |            | 3                    |                     | Супутник Сатурна                     |
| S/2004 (45) 1 Євгенія II           |            | 3                    |                     | Супутник 45 Євгенія                  |
| S/2007 S 2                         |            | 3                    |                     | Супутник Сатурна                     |
| 118401 LINEAR                      |            | 3                    | 0.23                | Комета головного пояса               |
| Бергельмір Сатурн XXXVIII (38)     |            | 3                    |                     | Супутник Сатурна                     |
| Трюм Сатурн XXX (30)               |            | 2.8                  |                     | Супутник Сатурна                     |
| 4179 Тоутатіс                      |            | 2.7                  | 0.05                | Навколоземний астероїд               |
| Мегакліте Юпітер XIX (19)          |            | 2.7 –2.25            |                     | Супутник Юпітера                     |
| 2867 Штейнс                        |            | 2.65                 |                     | Астероїд — E-тип                     |
| Іокасте Юпітер XXIV — 24           |            | 2.6                  |                     | Супутник Юпітера                     |
| Каліке Jupiter XXIII — 23          |            | 2.6                  |                     | Супутник Юпітера — Група Карме       |
| 3200 Фаетон                        |            | 2.55                 | .14                 | Астероїд — Група Аполлона — B-тип    |
| Фарбауті Сатурн XL — 40            |            | 2.5                  |                     | Супутник Сатурна                     |
| 3753 Круїтні                       |            | 2.5                  | .13                 | Астероїд та Квазісупутник до Землі   |
| 5535 Аннафранк                     |            | 2.4                  |                     | Астероїд                             |
| 19P/Бореллі                        |            | 2.4                  |                     | Комета (період 6.85 років)           |
| Комета Енке                        |            | 2.4                  |                     | Комета (період 3.3 років)            |
| Тайгете Юпітер XX — 20             |            | 2.2                  |                     | Супутник Юпітера — Група Карме       |
| Гарпаліке Юпітер XXII — 22         |            | 2.2                  |                     | Супутник Юпітера                     |
| Комета Хякутаке C/1996 B2          |            | 2.1                  |                     | Комета                               |
| 81P/Вільда                         |            | 2                    |                     | Комета                               |
| Фенрір Сатурн XLI — 41             |            | 2                    |                     | Супутник Сатурна                     |
| Паллена Сатурн XXXIII (33)         |            | 2                    | 0.043               | Супутник Сатурна                     |
| Евкеладе Юпітер XLVII — 47         |            | 2                    |                     | Супутник Юпітера                     |
| Геліке Юпітер XLV — 65             |            | 2                    |                     | Супутник Юпітера                     |
| Аойде Юпітер XLI — 41              |            | 2                    |                     | Супутник Юпітера                     |
| Герміппе Юпітер XXX — 30           |            | 2                    |                     | Супутник Юпітера                     |
| Тіоне Юпітер XXIX — 29             |            | 2                    |                     | Супутник Юпітера                     |
| Автоное Юпітер XXVIII — 28         |            | 2                    |                     | Супутник Юпітера                     |
| Ісоное Юпітер XXVI — 26            |            | 1.9                  |                     | Супутник Юпітера — Група Карме       |
| Халдене Юпітер XXI — 21            |            | 1.9                  |                     | Супутник Юпітера — Група Карме       |
| (53319) 1999 JM8                   |            | 1.75                 |                     | Астероїд                             |
| Полідевк Сатурн XXXIV (34) Діона C |            | 1.75                 | 0.03                | Супутник Сатурна                     |
| 17P/Холмса                         |            | 1.7                  |                     | Комета                               |
| Еріноме Юпітер XXV — 25            |            | 1.6                  |                     | Супутник Юпітера — Група Карме       |
| Мефона Сатурн XXXII (32)           |            | 1.6                  | 0.019               | Супутник Сатурна                     |
| Архе Юпітер XLIII — 63             |            | 1.5                  |                     | Супутник Юпітера                     |
| Гегемоне Юпітер XXXIX — 34         |            | 1.5                  |                     | Супутник Юпітера                     |
| Еванте Юпітер XXXIII — 33          |            | 1.5                  |                     | Супутник Юпітера                     |
| Еврідоме Юпітер XXXII — 32         |            | 1.5                  |                     | Супутник Юпітера                     |
| Карпо Юпітер XLVI — 66             |            | 1.5                  | 0.45                | Супутник Юпітера                     |
| Етне Юпітер XXXI — 31              |            | 1.5                  |                     | Супутник Юпітера                     |
| 4055 Магеллан                      |            | 1.245                |                     | Астероїд — Група Амура — V-тип       |
| 9969 Брайль                        |            | 1.28                 |                     | Астероїд                             |
| 132524 APL                         |            | 1.15                 |                     | Астероїд                             |
| (6178) 1986 DA                     |            | 1.15                 | 0.002               | Астероїд — Група Амура — M-тип       |
| Анфа Сатурн XLIX — 49              |            | 1                    |                     | Супутник Сатурна                     |
| Коре Юпітер XLIX (49)              |            | 1                    |                     | Супутник Юпітера                     |
| Кіллене Юпітер XLVIII (48)         |            | 1                    |                     | Супутник Юпітера                     |
| Калліхоре Юпітер XLIV (44)         |            | 1                    |                     | Супутник Юпітера                     |
| Мнеме Юпітер XL (40)               |            | 1                    |                     | Супутник Юпітера                     |
| Пазітеє Юпітер XXXVIII (38)        |            | 1                    |                     | Супутник Юпітера                     |
| Кале Юпітер XXXVII (37)            |            | 1                    | .015                | Супутник Юпітера                     |
| Спонде Юпітер XXXVI (36)           |            | 1                    |                     | Супутник Юпітера                     |
| Ортозіє Юпітер XXXV (35)           |            | 1                    |                     | Супутник Юпітера                     |
| Герсе Юпітер L (50)                |            | 1                    |                     | Супутник Юпітера                     |
| Тельксіное Юпітер XLII (42)        |            | 1                    |                     | Супутник Юпітера                     |
| Евпоріє Юпітер XXXIV (34)          |            | 1                    | 0.015               | Супутник Юпітера                     |

## Деякі астрономічні об'єкти з радіусом меншим за 1 км
За приблизними оцінками, у головному поясі астероїдів міститься від 1,1 до 1,9 млн астероїдів, розміри яких лежать у діапазоні від 0,5 до 1 км за радіусом, а об'єктів розміром менше 0,5 км значно більше. У зв'язку з малими розмірами ці астероїди залишаються погано вивченими. Виняток становлять лише ті з них, поблизу яких пролітали космічні зонди або які пролетіли повз Землю на досить близькій відстані, щоб стати видимими для великих земних телескопів.
Часто ці об'єкти мають неправильну форму, тому вказується середній радіус астероїда. Маса таких об'єктів становить приблизно 1 × 1012 кг.
| Об'єкт              | Зображення | Середній радіус (м) | Маса × 1012 кг | Тип об'єкту                                     |
| ------------------- | ---------- | ------------------- | -------------- | ----------------------------------------------- |
| 1620 Географ        |            | 885                 | 4              | Навколоземний астероїд — Група Аполлона         |
| 1862 Аполлон        |            | 850                 | 5.1            | Навколоземний астероїд — Група Аполлона — Q-тип |
| 100000 Астронавтика |            | ≈800                |                | Внутрішній головного поясу астероїдів           |
| Дактіль Іда I       |            | 700                 |                | Супутник 243 Іда                                |
| 1566 Ікар           |            | 700                 | 2.9            | Навколоземний астероїд — Група Аполлона — U-тип |
| 4769 Касталія       |            | 700                 | 1.3            | Навколоземний астероїд — Група Аполлона         |
| (137108) 1999 AN10  |            | 650                 |                | Навколоземний астероїд — Група Аполлона         |
| (29075) 1950 DA     |            | 600                 | 3              | Навколоземний астероїд — Група Аполлона         |
| (66391) 1999 KW4    |            | 600                 | 2.33           | Меркурій-кроссер астероїд — Група Атона         |
| 46P/Віртанена       |            | 600                 |                | Комета                                          |
| 103P/Гартлі         |            | 570                 | 0.3            | Комета (період 6.46 років)                      |
| 3908 Нікс           |            | 520                 | 5              | Навколоземний астероїд — Група Амура — V-тип    |
| S/2003 J 9          |            | 500                 |                | Супутник Юпітера — Група Карме                  |
| S/2003 J 12         |            | 500                 |                | Супутник Юпітера                                |
| 14827 Гіпнос        |            | 450                 |                | Комета (Вироджена комета)                       |
| 2007 CA19           |            | 432                 | 1.2            | Навколоземний астероїд — Група Аполлона         |
| 2062 Атон           |            | 450                 | 0.76           | Навколоземний астероїд — Група Атона            |
| 6489 Голівка        |            | 350                 |                | Навколоземний астероїд — Група Аполлона         |
| 25143 Ітокава       |            | 346                 | 0.0358         | Навколоземний астероїд — Група Аполлона         |
| (612901) 2004 XP14  |            | 300                 |                | Навколоземний астероїд — Група Аполлона         |
| (144898) 2004 VD17  |            | 290                 | 3              | Навколоземний астероїд — Група Аполлона         |
| Егеон Сатурн LIII   |            | 250                 |                | Супутник Сатурна                                |
| 4660 Нерей          |            | 165                 |                | Навколоземний астероїд — Група Аполлона         |
| 2005 YU55           |            | 151070              |                | Навколоземний астероїд — Група Аполлона — ПНО   |
| S/2009 S 1          |            | 150                 |                | Супутник Сатурна                                |
| 2010 TK7            |            | 150                 |                | Троянец Землі — Група Аполлона                  |
| 99942 Апофіс        |            | 135                 | 0.05           | Навколоземний астероїд — Група Атона — ПНО      |
| 2007 TU24           |            | 125                 |                | Навколоземний астероїд — Група Аполлона — ПНО   |
| 2002 JE9            |            | 100                 |                | Навколоземний астероїд — Група Аполлона — ПНО   |
| 2010 XC15           |            | 100                 |                | Навколоземний астероїд — Група Аполлона — ПНО   |
| 1994 WR12           |            | 65                  | 0.002          | Навколоземний астероїд — Група Атона            |
| 2008 HJ             |            | 18                  | 0.000005       | Навколоземний астероїд                          |
| 1998 KY26           |            | 15                  |                | Навколоземний астероїд                          |

Варто звернути особливу увагу, що маса астероїда 1994 WR12 становить лише 2 × 109 кг, що навіть менше за масу Піраміди Хеопса в Гізі, яка важить 5,9 × 109 кг.

## Гравітація біля поверхні
Гравітація біля поверхні тіла на екваторі в більшості випадків визначається на основі закону всесвітнього тяжіння Ньютона і відцентрової сили.
- Прискорення сили тяжіння на екваторі визначається на основі закону всесвітнього тяжіння Ньютона і розраховується за формулою:

{\displaystyle a_{g}=G{\frac {m}{r^{2}}}}
де
ag — величина прискорення вільного падіння тіла,
G — гравітаційна стала,
m — маса небесного тіла,
r — екваторіальний радіус небесного тіла, якщо він варіюється, то для розрахунку використовується середній екваторіальний радіус.
- Значення відцентрової сили або зовнішнього прискорення, спрямованого протилежно силі тяжіння, розраховується за формулою:

{\displaystyle a_{c}=4\pi ^{2}{\frac {r}{T^{2}}}}
де
T — період обертання небесного тіла
- Тоді результуюча сила (сила поверхневої гравітації) буде дорівнює різниці цих двох сил:

{\displaystyle g=a_{g}-a_{c}={\frac {Gm}{r^{2}}}-{\frac {4\pi ^{2}r}{T^{2}}}}

## Умовні позначення
† — вказується екваторіальний радіус, виходячи з ідеально сферичної форми тіла;
‡ — вказується середній радіус, отриманий усередненням трьох радіусів по основних осях, виходячи з приблизної сферичної форми тіла;
* — радіус відомий лише дуже приблизно;
R — радіус тіла був визначений різними методами, зокрема оптичним (Хаббл), інфрачервоним (Спітцер) або шляхом прямого вимірювання з космічних апаратів;
9 — радіус точно невідомий, але розрахований з передбачуваного альбедо 0,09;
$ — ретельно вивчений астероїд або супутник, розміри і маса якого добре відомі;
M — маса була визначена на підставі збурень, які створювало/піддавалося тіло;
A — передбачувана маса;
P — маса розрахована виходячи з передбачуваної щільності Плутона 2,000 г/см³;
O — радіус був визначений завдяки покриттю зірок астероїдом.
1. 1 2  Roman Numerals. Архів оригіналу за 4 квітня 2012. Процитовано 14 березня 2012.
2. ↑  3000 × 10^9 kg